# Protandrena exigua
Protandrena exigua är en biart som beskrevs av Timberlake 1976. Protandrena exigua ingår i släktet Protandrena och familjen grävbin. Inga underarter finns listade i Catalogue of Life.